# Дубравин, Виктор Митрофанович
Ви́ктор Митрофа́нович Дубра́вин (10 июля 1925, Шуйский уезд, Иваново-Вознесенская губерния — 1 октября 1987, Иваново) — старший разведчик миномётной батареи 293-го Радомского миномётного полка (32-я отдельная миномётная бригада, 69-я армия, 1-й Белорусский фронт), старший сержант, участник Великой Отечественной войны, полный кавалер ордена Славы.

## Биография
Родился 10 июля 1925 года в деревне Тарбаево в рабочей семье. Русский. Отец плотничал на фабрике, мать работала на химическом заводе. Окончил 8 классов, работал в артели «Точная механика» в городе Шуе.
В феврале 1943 года был призван в Красную армию. В запасном полку прошёл военную подготовку: изучил миномёт, стрелковое оружие. С мая 1944 года на фронте. Весь боевой путь от Ковеля до берегов Эльбы прошёл в составе 293-го миномётного полка 32-й отдельной миномётной бригады Резерва Главного Командования сначала в должности наводчика 120-миллиметрового миномёта, а затем старшего разведчика батареи. Участвовал в освобождении Белоруссии, Польши.
18 июля 1944 года при прорыве обороны противника в районе высоты 220,8 в 26 км восточнее города Любомль (Волынская область, Украина) наводчик миномёта красноармеец Дубравин в составе расчёта уничтожил пулемёт с прислугой, после чего метким огнём заставил вражескую пехоту оставить занимаемую позицию, обеспечив этим успешное продвижение наших подразделений. При отражении контратаки противника в расчёте, кроме Дубравина, уцелел лишь заряжающий, но продолжали вести огонь. Подняв ствол на предельный угол, Дубравин посылал мину за миной, пока гитлеровцы не выдержали, стали отходить назад.
Приказом по войскам 1-го Белорусского фронта от 26 августа 1944 года красноармеец Дубравин Виктор Митрофанович награждён орденом Славы 3-й степени (№ 123078). Первую боевую награду вручил командующий артиллерией 1-го Белорусского фронта генерал-полковник артиллерии В. И. Казаков.
Стремительно продвигаясь вперёд, наши войска освободили Люблин, вышли к Висле и захватили два плацдарма на её левом берегу. 293-й миномётный полк пополнился людьми и занял позицию в районе Магнушева. Здесь, на плацдарме, командир миномётной батареи старший лейтенант Кудряшов перевёл Дубравина в отделение разведки. Под Новый 1945 год миномётчиков перебросили из-под Магнушева на Пулавский плацдарм.
С началом Висло-Одерской операции разведчик миномётной батареи Дубравин находился в цепи атакующих. Он выискивал цели и по радио передавал данные на батарею. Мины точно ложились в цель.
В январе 1945 года при прорыве обороны противника у деревни Лугушев (41 км восточнее города Радом, Польша) старший разведчик миномётной батареи Дубравин находился в боевых порядках пехоты, корректируя огонь батареи. Он засекал огневые точки, благодаря чему наша батарея подавила огонь двух миномётных батарей и уничтожила до 15 гитлеровцев. Когда продвижение наших частей было остановлено пулемётным огнём, Дубравин с товарищами проник скрытно во вражескую траншею подавил пулемётную точку. Лично уничтожил 3 гитлеровцев и 2 взял в плен. Через три дня после освобождения Радома Дубравин был уже в городе Лодзь и корректировал огонь по окружённой группировке противника.
Приказом по войскам 1-го Белорусского фронта от 23 марта 1945 года за проявленную боевую доблесть красноармеец Дубравин Виктор Митрофанович награждён орденом Славы 2-й степени (№ 15074).
Отличился старший разведчик Дубравин и в ходе наступательных боёв с 16 по 19 апреля 1945 года, западнее города Лебус (7 км севернее города Франкфурт-на-Одере, Германия. Из наградного листа: «…Дубравин первым ворвался во вражескую траншею, огнём из автомата уничтожил 8 гитлеровцев и троих захватил в плен. В ходе наступления обнаружил две миномётные батареи и пять огневых точек врага, которые были подавлены огнём наших миномётчиков.»
Указом Президиума Верховного Совета СССР от 15 мая 1946 года за образцовое выполнение заданий командования в боях с немецко-фашистскими захватчиками на завершающем этапе Великой Отечественной войны старший сержант Дубравин Виктор Митрофанович награждён орденом Славы 1-й степени (№ 568). Стал полным кавалером ордена Славы. Орден был вручён в 1948 году.
После Победы продолжил службу в армии. В 1967 году старшина сверхсрочной службы Дубравин был демобилизован.
После увольнения в запас вернулся в родные края. Жил и работал в городе Иваново. С 1981 года жил в городе Кохме. Работал в отделе снабжения хлопчатобумажного комбината, был парторгом комбината. Принимал активное участие в военно-патриотическом воспитании молодёжи.
Скончался 1 октября 1987 года. Похоронен на кладбище Балино города Иваново
.

## Награды
- Орден Славы 1-й (15.5.1946)[5][6], 2-й (23.03.1945)[5][7] и 3-й (26.8.1944)[5][8] степеней
- Орден Отечественной войны I степени (6.04.1985)[9]

- медали, в том числе:
  - «За боевые заслуги»[5]
  - «В ознаменование 100-летия со дня рождения Владимира Ильича Ленина» (6 апреля 1970)
  - «За победу над Германией» (9 мая 1945[10])
  - «20 лет Победы в Великой Отечественной войне 1941—1945 гг.» (7 мая 1965[11])
  - «30 лет Победы в Великой Отечественной войне 1941—1945 гг.»[12]
  - «Ветеран труда»
  - «30 лет Советской Армии и Флота»[13]
  - «40 лет Вооружённых Сил СССР»[14]
  - «50 лет Вооружённых Сил СССР» (26 декабря 1967[15])
  - «60 лет Вооружённых Сил СССР» (28 января 1978[16])

- Знак «25 лет победы в Великой Отечественной войне» (1970)

## Память
На могиле героя установлен надгробный памятник.
В Кохме именем ветерана названа улица, установлена памятная доска. Его имя увековечено на мемориалах в городах Кохма и Иваново. На родине, в селе Васильевское Ивановской области, установлена мемориальная доска.

## Комментарии
1. ↑  на дату награждения орденом Славы 1-й степени.
2. ↑  Деревня Тарбаево[2], относившаяся к Шуйскому уезду, впоследствии слилась с соседней деревней Уткино[3] и 26 октября 1964 года была исключена из учётных данных[4]; ныне — Уткино Васильевского сельского поселения Шуйского района Ивановской области.